# テレシア・ウンノ
テレジア・海野（Sister Theresia Unno、1911年 - 1989年12月31日）は、日本のカトリック修道女。本名、海野常世（とこよ）。テレジアは洗礼名。

## 生涯
静岡県静岡市生まれ。家族にクリスチャンが多く若くして入信し洗礼を受ける。1930年、東京都豊島師範学校卒。
大連および撫順で幼稚園長を勤めて1939年に日本に帰国。1942年に「マリアの宣教者フランシスコ修道会」に入った。戦後は日本国内各地のミッション系学校の教員として定年を迎え、還暦となった1972年にフィリピンのバギオに赴任。太平洋戦争後迫害を恐れ山中に隠れて貧しい生活を余儀なくされていた日系メスティーソの救済に貢献し、経済活動、育英事業、農業協同組合結成などに尽力し、1987年に北ルソン比日基金を創設した。また、日系社会救済とともに旧日本兵の遺骨収集も行った。1981年ベンゲット州名誉州民号の栄誉に浴し、1984年、勲六等宝冠章を受章した。